# عبد الله العلي النعيم
عبد الله العلي الصالح النعيم (1931 - 15 ديسمبر 2024)، هو تربوي وكاتب سعودي، شغل منصب أمين مدينة الرياض من عام 1396هـ (1976م) إلى عام 1411هـ (1991م).
وُلد في 15 ديسمبر عام 1931م بمدينة عنيزة في السعودية. شغل منصب مدير تعليم منطقة الرياض عام 1962، وعين أميناً لمدينة الرياض من عام 1396هـ إلى عام 1411 هـ. توفي في 15 ديسمبر 2024م.

## التعليم
- يحمل شهادة بكالوريوس من جامعة الملك سعود بالرياض تخصص تاريخ.[6]
- حاصل على شهادة الدكتوراة الفخرية من جامعة السوربون.[7]

## العمل والمناصب
- مؤسس ورئيس مجلس إدارة مركز الملك سلمان الاجتماعي بالرياض.
- مؤسس ورئيس مجلس إدارة الجمعية الخيرية الصالحية بعنيزة القصيم والتي تضم مركز صالح بن صالح الاجتماعي للرجال ومركز الأميرة نورة الاجتماعي للنساء.[8]

- رئيس مجلس إدارة شركة الغاز والتصنيع الأهلية، وعضوها المنتدب.
- عضو الهيئة العليا لتطوير مدينة الرياض.
- رئيس مجلس أمناء مكتبة الملك فهد الوطنية.
- مؤسس ورئيس مجلس أمناء المعهد العربي لإنماء المدن الذي يتبع منظمة المدن العربية.
- عضو مشارك في مجلس إدارة منظمة المدن الكبرى «متروبولس» ومقرها الرياض.
- شغل سابقاً عضوية عدداً من المؤسسات والجمعيات.
- عمل مشرفاً عاماً على لجنة العناية بالإخوة الكويتيين اثناء فترة الغزو العراقي.
- عمل رئيساً للجنة المنظمة لمعرض المملكة بين الأمس واليوم.
- رئيس اللجنة التنفيذية الخاصة باحتفالات الرياض بمرور 20 عاماً على تولي خادم الحرمين الشريفين الملك فهد بن عبدالعزيز آل سعود للحكم.[9]

## أبحاثه
- تاريخ عسير الحديث (بحث الدكتوراه).
- سلسلة مقالات تحت عنوان من آداب الحسبة في الإسلام.[10]
- قام بتقديم العديد من المحاضرات مثل: خدمات البلديات ومشكلات الجماهير، وتطبيقات اللامركزية في أمانة مدينة الرياض، وأساليب الإدارة والتنظيم وتطبيقاتها في أمانة مدينة الرياض، والتطور العمراني والمدني في مدينة الرياض، ودور البلديات في خدمة المواطن ودور المواطن في مساعدة البلديات.[11]

## جائزة عبد الله العلي النعيم لتاريخ الجزيرة العربية وآثاره
هي جائزة أطلقت عام 2016م، وتمنح كل عام لأربعة أعمال علمية في تاريخ الجزيرة العربية وآثارها، وهي مموّلة بالكامل من قبل أولاده، وتشرف عليها جمعية التاريخ والآثار بمجلس التعاون لدول الخليج العربي ومقرها دارة الملك عبد العزيز.

## إصدارات
- أصدر سيرته الذاتية بعنوان (بتوقيعي.. حكايات من بقايا السيرة). 2020.[14]

## صدر عنه
- كتاب (عبدالله العلي النعيم.. الإدارة بالإرادة) تأليف: إبراهيم بن عبدالرحمن التركي. صدر عام 2002.[15]
- كتاب (عِشْت لم ألْتَفِتْ: رؤية سردية للمسيرة الرسمية والتطوعية لقائد الإداري الشيخ عبد الله علي النعيم) إعداد: مركز العالم للتوثيق. صدر عام 2022.[16]

## أوسمة
- وسام الملك عبد العزيز من الدرجة الممتازة.
- وسام الملك حسين بن علي من الأردن.
- وسام العرش بدرجة قائد من المغرب.

## وفاته
توفي يوم الأحد 14 جمادى الآخرة 1446هـ الموافق 15 ديسمبر 2024م، وتمت الصلاة عليه بعد صلاة العصر اليوم التالي في جامع الراجحي والدفن في مقبرة النسيم بالرياض.

## وصلات خارجية
- عبد الله العلي النعيم - بوابة الإنسانية.